# ロドリゴ・カマルゴ・デ・ソウザ
ロドリゴ（Rodrigo）ことロドリゴ・カマルゴ・デ・ソウザ（Rodrigo Camargo de Souza、1991年1月31日 - ）は、ブラジル・サンパウロ出身のフットサル選手。フットサルブラジル代表。ポジションはアラ。

## 経歴
2011年、CAタボン・ダ・セーハでサッカー選手としてプレー。
2012年、サッカー選手からフットサル選手に転向し、AAアラサリグアマに入団。
2012年に日本フットサルリーグの府中アスレティックFCに加入した。2015年にはデウソン神戸に移籍した。2015年7月10日、府中アスレティックFC戦でFリーグ100試合出場を達成した。
2016年、湘南ベルマーレフットサルクラブに移籍。2021-22シーズンの湘南ベルマーレは過去最高の2位でシーズンを終えた。ロドリゴ自身は22得点を挙げてFリーグ得点王に輝き、またベスト5と最優秀選手賞を受賞した。22得点のうち21得点は左足でのシュートであり、ハットトリックを3度達成している。
2022年、ブラジル代表に初招集された。
2022-23シーズン終了後、タイのチョンブリ・ブルーウェーブFCに移籍。
2024-25シーズンは3月11日に再び日本に戻りバルドラール浦安でFリーグ復帰を発表。

## 所属クラブ
サッカー
- 2011年  CAタボン・ダ・セーハ

フットサル
- 2012年  AAアラサリグアマ（ポルトガル語版）
- 2012年 - 2015年  府中アスレティックFC
- 2015年 - 2016年  デウソン神戸
- 2016年 - 2023年  湘南ベルマーレ
- 2023年 - 2024年  チョンブリー・ブルーウェーブFC
- 2024年 -  バルドラール浦安

## 受賞
- 日本フットサルリーグベスト5 (2) : 2017-18、2021-22
- 日本フットサルリーグ得点王 (1) : 2021-22
- 日本フットサルリーグ最優秀選手賞 (1) : 2021-22

## 代表歴
ブラジル代表
- 2022年